# Cacomantis leucolophus
Cacomantis leucolophus là một loài chim trong họ Cuculidae.